# La Trinidad, Hidalgo
La Trinidad är en ort i Mexiko.   Den ligger i kommunen Epazoyucan och delstaten Hidalgo, i den sydöstra delen av landet, 80 km nordost om huvudstaden Mexico City. La Trinidad ligger 2 597 meter över havet och antalet invånare är 172.
Terrängen runt La Trinidad är kuperad åt nordväst, men åt sydost är den platt. Terrängen runt La Trinidad sluttar västerut. Runt La Trinidad är det ganska tätbefolkat, med 80 invånare per kvadratkilometer. Närmaste större samhälle är Pachuca de Soto, 19,4 km nordväst om La Trinidad. Trakten runt La Trinidad består till största delen av jordbruksmark.